# Завладяване на Сибир
Завладяването на Сибир е исторически процес, който се състои във включването на Сибир и Далечния Изток в състава на руската държава, продължил от втората половина на 16 век до началото на 20 век.
Началото се поставя през 1580 година с похода на Ермак Тимофеевич против Сибирското ханство, което става спорна политическа структура. Присъединяването на Сибир към Русия е посрещнато със съпротива от местното население и ожесточени боеве Въпреки че са малобройни, руснаците се опитват да убедят местните племена да преминат на тяхна страна като строят крепости и пътища във вътрешността и провеждат внезапни атаки.